# Pac-Man Plus
Pac-Man Plus est un jeu vidéo de labyrinthe développé et édité par Bally Midway, sorti en 1982 sur borne d'arcade.